# بولدر پارک (کالیفرنیا)
بولدر پارک (به انگلیسی: Boulder Park) یک منطقهٔ مسکونی در ایالات متحده آمریکا است که در شهرستان ایمپریال، کالیفرنیا واقع شده‌است. بولدر پارک ۸۹۱ متر بالاتر از سطح دریا واقع شده‌است.